# Campionato Italiano Rally 2023
Il Campionato Italiano Rally 2023 (chiamato ufficialmente Campionato Italiano Assoluto Rally Sparco 2023) si snoda su 8 prove, distribuite su tutto territorio nazionale.
Dopo un anno con sole prove su asfalto, ritornano due prove completamente su sterrato.

## Calendario
| Tappa | Data         | Rally                               | Sede Rally | Validità         | Coeff. | Fondo    | Vincitore          |
| ----- | ------------ | ----------------------------------- | ---------- | ---------------- | ------ | -------- | ------------------ |
| 1     | 12 marzo     | Rally Il Ciocco e Valle del Serchio | Lucca      | CIAR             | 1      | Asfalto  | Andrea Crugnola    |
| 2     | 16 aprile    | Rally di Alba – Regione Piemonte    | Alba       | CIAR             | 1      | Asfalto  | Andrea Crugnola    |
| 3     | 7 maggio     | Rally Targa Florio                  | Palermo    | CIAR/CIAR Junior | 1,5    | Asfalto  | Andrea Crugnola    |
| 4     | 18 giugno    | Rally di San Marino                 | San Marino | CIAR/CIAR Junior | 1,5    | Sterrato | Nikolaj Grjazin    |
| 5     | 30 luglio    | Rally di Roma Capitale              | Roma       | CIAR/CIAR Junior | 1,5    | Asfalto  | Andrea Crugnola    |
| 6     | 10 settembre | Rally 1000 Miglia                   | Brescia    | CIAR/CIAR Junior | 1      | Asfalto  | Stefano Albertini  |
| 7     | 1º ottobre   | Rally di Sanremo                    | Sanremo    | CIAR/CIAR Junior | 1      | Asfalto  | Giandomenico Basso |
| 8     | 3 dicembre   | Rally ACI Monza                     | Monza      | CIAR/CIAR Junior | 1,5    | Sterrato | Andrea Mabellini   |

### Classifica campionato piloti assoluta
Classifica aggiornata al 4 dicembre 2023.
| Pos | Pilota             | CIO  | ALB  | TFL   | SMR  | RCT   | MMM  | SRE  | ACM  | Punti |
| --- | ------------------ | ---- | ---- | ----- | ---- | ----- | ---- | ---- | ---- | ----- |
| 1   | Andrea Crugnola    | 20   | 23   | 33    | 32   | 33    | 18   | Rit. | Rit. | 159   |
| 2   | Giandomenico Basso | NP   | 15   | 23,50 | Rit. | 23,50 | NP   | 22   | NP   | 84    |
| 3   | Fabio Andolfi      | 15   | 13   | 15    | 18   | Rit.  | NP   | 3    | 15   | 81    |
| 4   | Boštjan Avbelj     | 4    | Rit. | 12    | NP   | 18    | 8    | 16   | Rit. | 58    |
| 5   | Damiano De Tommaso | 13   | 12   | 11    | NP   | Rit.  | 6    | NP   | NP   | 42    |
| 6   | Ivan Ferrarotti    | 6    | 6    | 6     | NP   | 9     | 3    | 8    | NP   | 38    |
| 7   | Luca Bottarelli    | 13   | 8    | Rit.  | NP   | 6     | 10   | Rit. | NP   | 37    |
| 8   | Giacomo Scattolon  | 10   | Rit. | 4,50  | NP   | Rit.  | 0    | NP   | NP   | 14,50 |
| 9   | Antonio Rusce      | 2    | 3    | 1,50  | NP   | 0     | 0    | 6    | NP   | 12,50 |
| 10  | Francesco Aragno   | Rit. | 1    | NP    | NP   | 6,50  | Rit. | NP   | 4,50 | 12    |
| 11  | Liberato Sulpizio  | Rit. | 0    | 0     | NP   | NP    | 1    | 4    | NP   | 5     |
| 12  | Rudy Michelini     | 3    | Rit. | NP    | NP   | NP    | Rit. | NP   | NP   | 3     |
| 13  | Alberto Dall'Era   | 0    | 0    | NP    | NP   | NP    | 2    | Rit. | NP   | 2     |
| Pos | Pilota             | CIO  | ALB  | TFL   | SMR  | RCT   | MMM  | SRE  | ACM  | Punti |

| Colore  | Risultato                |
| ------- | ------------------------ |
| Oro     | Vincitore                |
| Argento | 2º posto                 |
| Bronzo  | 3º posto                 |
| Verde   | Finito a punti           |
| Blu     | Finito senza punti       |
| Blu     | Non classificato (NC)    |
| Viola   | Ritirato (Rit)           |
| Nero    | Squalificato (SQ)        |
| Nero    | Escluso (ES)             |
| Bianco  | Non ha gareggiato        |
| Bianco  | Iscrizione ritirata (WD) |
| Bianco  | Non partito (NP)         |
| Bianco  | Gara cancellata (C)      |

### Classifica campionato Costruttori assoluta
Classifica aggiornata al 4 dicembre 2023.
| Pos | Costruttore | CIO | ALB | TFL   | SMR   | RCT   | MMM | SRE | ACM   | Punti |
| --- | ----------- | --- | --- | ----- | ----- | ----- | --- | --- | ----- | ----- |
| 1   | Škoda       | 22  | 20  | 33    | 37,50 | 33    | 25  | 27  | 40,50 | 238   |
| 2   | Citroën     | 16  | 25  | 25,50 | 18    | 22,50 | 16  | 0   | 0     | 123   |
| 3   | Volkswagen  | 6   | 0   | 4,50  | 0     | 3     | 0   | 0   | 0     | 13,50 |
| 4   | Hyundai     | 0   | 6   | 0     | 0     | 0     | 1   | 3   | 0     | 10    |
| 5   | Toyota      | 0   | 0   | 0     | 0     | 0     | 0   | 1   | 0     | 1     |
| Pos | Costruttore | CIO | ALB | TFL   | SMR   | RCT   | MMM | SRE | ACM   | Punti |